# Вагерюд
Вагерюд (на шведски: Vaggeryd) е град в Южна Швеция, лен Йоншьопинг. Заедно с град Шилингарюд е главен административен център на едноименната община Вагерюд. Разположен е около река Лаган на 55 km от южния бряг на езерото Ветерн. Намира се на около 300 km на югозапад от столицата Стокхолм и на 55 km на юг от Йоншьопинг. ЖП възел. Населението на града е 4920 жители според данни от преброяването през 2010 г.